# Wanda Hawley
Wanda Hawley, nata Selma Wanda Pittack, (Scranton, 30 luglio 1895 – Los Angeles, 18 marzo 1963), è stata un'attrice statunitense, conosciuta anche con il nome di Wanda Petit.
Bionda, occhi grigio-azzurri, molto graziosa, fu attiva all'epoca del muto ed ebbe come partner Rodolfo Valentino e Douglas Fairbanks.

## Biografia
Nata Selma Wanda Pittack, si trasferì fin da piccola con la famiglia dalla natìa Pennsylvania a Seattle, nello Stato di Washington. Crebbe e studiò in questa città. Entrò a far parte di un gruppo di attori dilettanti, intraprendendo la carriera di attrice e di cantante.

### Carriera cinematografica
Il suo debutto cinematografico fu con la Fox Film Corporation nel 1917. Dopo otto mesi, lasciava la compagnia di William Fox per andare a lavorare con la Famous Players-Lasky. Qui, apparve in un ruolo da protagonista in Ci penso io!, recitando a fianco di Douglas Fairbanks. Fu anche partner di Rodolfo Valentino ne Il giovane Rajah, girato nel 1922 e interpretò alcune pellicole diretta da Cecil B. DeMille e da Sam Wood.
Con l'avvento del sonoro, la sua carriera cinematografica finì. Dagli anni trenta in poi, durante gli anni della grande depressione, girarono voci che facesse la squillo a San Francisco.
Morì il 18 marzo 1963 a Los Angeles all'età di 67 anni.

## Filmografia
La filmografia (secondo IMDb) è completa. Quando manca il nome del regista, questo non viene riportato nei titoli
- La derelitta (The Derelict), regia di Carl Harbaugh (1917)
- The Broadway Sport, regia di Carl Harbaugh (1917)
- This Is the Life, regia di Raoul Walsh (1917)
- The Heart of a Lion, regia di Frank Lloyd (1917)
- Cupid's Roundup, regia di Edward LeSaint (1918)
- Il paria (Cheating the Public), regia di Richard Stanton (1918)
- The Wall Invisible, regia di Bernard J. Durning (1918)
- Ci penso io! (Mr. Fix-It), regia di Allan Dwan (1918)
- Old Wives for New, regia di Cecil B. DeMille (1918)
- We Can't Have Everything, regia di Cecil B. DeMille  (1918)
- Un paio di calze ricamate (A Pair of Silk Stockings), regia di Walter Edwards (1918)
- Il fuggiasco (The Border Wireless), regia di William S. Hart (1918)
- The Gypsy Trail, regia di Walter Edwards (1918)
- The Way of a Man with a Maid, regia di Donald Crisp (1918)
- Peg o' My Heart, regia di William C. deMille (1919)
- The Poor Boob, regia di Donald Crisp (1919)
- Il fulmine di Piperville (Greased Lightning), regia di Jerome Storm (1919)
- For Better, for Worse, regia di Cecil B. DeMille (1919)
- Virtuous Sinners, regia di Emmett J. Flynn (1919)
- You're Fired, regia di James Cruze (1919)
- La spia (Secret Service), regia di Hugh Ford (1919)
- Told in the Hills, regia di George Melford (1919)
- The Lottery Man, regia di James Cruze (1919)
- Everywoman, regia di George Melford (1919)
- The Tree of Knowledge, regia di William C. de Mille (1920)
- Quarta velocità (Double Speed), regia di Sam Wood (1920)
- The Six Best Cellars, regia di Donald Crisp (1920)
- Mrs. Temple's Telegram, regia di James Cruze (1920)
- Miss Hobbs, regia di Donald Crisp (1920)
- Food for Scandal, regia di James Cruze (1920)
- Held by the Enemy, regia di Donald Crisp (1920)
- Her Beloved Villain, regia di Sam Wood (1920)
- Her First Elopement, regia di Sam Wood (1920)
- The Snob, regia di Sam Wood (1921)
- The Outside Woman, regia (1921)
- The House That Jazz Built, regia di Penrhyn Stanlaws (1921)
- Her Sturdy Oak, regia di Thomas N. Heffron (1921)
- Bacio a cronometro (A Kiss in Time), regia di Thomas N. Heffron (1921)
- Fragilità, sei femmina! (The Affairs of Anatol), regia di Cecil B. DeMille (non accreditato) (1921)
- Her Face Value, regia di Thomas N. Heffron (1921)
- The Love Charm, regia di Thomas N. Heffron (1921)
- Too Much Wife, regia di Thomas N. Heffron (1922)
- Bobbed Hair, regia di Thomas N. Heffron (1922)
- The Truthful Liar, regia di Thomas N. Heffron (1922)
- La donna che vinse il destino (The Woman Who Walked Alone), regia di George Melford (1922)
- Sabbie ardenti (Burning Sands), regia di George Melford (1922)
- Il giovane Rajah (The Young Rajah), regia di Phil Rosen (1922)
- Thirty Days, regia di James Cruze (1922)
- Nobody's Money, regia di Wallace Worsley (1923)
- Brass Commandments, regia di Lynn Reynolds (1923)
- Masters of Men, regia di David Smith (1923)
- Fires of Fate, regia di Tom Terriss (1923)
- Lights of London, regia di C.C. Calvert (1923)
- The Man from Brodney's, regia di David Smith (1923)
- Il pane quotidiano (Bread), regia di Victor Schertzinger (1924)
- The Desert Sheik, regia di Tom Terriss (1924)
- Reckless Romance, regia di Scott Sidney (1924)
- The Man Who Played Square, regia di Alfred Santell (1925)
- Flying Fool, regia di Frank S. Mattison (1925)
- Let Women Alone, regia di Paul Powell (1925)
- Metropoli in fiamme (Barriers Burned Away), regia di W. S. Van Dyke (1925)
- Smouldering Fires, regia di Clarence Brown (1925)
- Who Cares, regia di David Kirkland (1925)
- Stop Flirting, regia di Scott Sidney (1925)
- The Wizard of Oz, regia di Larry Semon (1925)
- Graustark, regia di Dimitri Buchowetzki (1925)
- American Pluck, regia di Richard Stanton (1925)
- The Unnamed Woman, regia di Harry O. Hoyt (1925)
- A Desperate Moment, regia di Jack Dawn (1926)
- The Midnight Limited, regia di Oscar Apfel (1926)
- Pirates of the Sky, regia di Charles Andrews (1926)
- The Combat, regia di Lynn Reynolds (1926)
- Hearts and Spangles, regia di Frank O'Connor (1926)
- The Last Alarm, regia di Oscar Apfel (1926)
- Men of the Night, regia di Albert S. Rogell (1926)
- The Midnight Message, regia di Paul Hurst (1926)
- The Smoke Eaters, regia di Charles J. Hunt e Charles Hutchison (1926)
- Whom Shall I Marry (1926)
- The Eyes of the Totem, regia di W. S. Van Dyke (1927)
- Her Husband's Women, regia di Leslie Pearce (1929)
- Trails of the Golden West, regia di Leander De Cordova (1931)
- Pueblo Terror, regia di Alan James (1931)
- The Crooked Road, regia di Luis King (1932)